# Colwyn Castle
Colwyn Castle är ett slott i Storbritannien.   Det ligger i kommunen Powys och riksdelen Wales, i den södra delen av landet, 230 km väster om huvudstaden London. Colwyn Castle ligger 238 meter över havet.
Terrängen runt Colwyn Castle är lite kuperad. Runt Colwyn Castle är det ganska tätbefolkat, med 60 invånare per kvadratkilometer. Närmaste större samhälle är Llandrindod Wells, 8,7 km nordväst om Colwyn Castle. Trakten runt Colwyn Castle består i huvudsak av gräsmarker.